# Tilisarao
Tilisarao est une localité de la province de San Luis, en Argentine dans le Département de Chacabuco. Elle se trouve à 136 km de San Luis, la capitale provinciale, et à 900 km de Buenos Aires.